# Vanuatu en los Juegos Olímpicos de Atlanta 1996
Vanuatu estuvo representado en los Juegos Olímpicos de Atlanta 1996 por cuatro deportistas, tres hombres y una mujer, que compitieron en atletismo.
El portador de la bandera en la ceremonia de apertura fue el atleta Tawai Keiruan. El equipo olímpico vanuatuense no obtuvo ninguna medalla en estos Juegos.